# (18) Melpómene
(18) Melpómene es un asteroide perteneciente al cinturón de asteroides descubierto por John Russell Hind desde el observatorio George Bishop de Londres, Reino Unido, el 24 de junio de 1852. Está nombrado por Melpómene, una diosecilla de la mitología griega.

## Características orbitales
Melpómene está situado a una distancia media de 2,295 ua del Sol, pudiendo acercarse hasta 1,793 ua y alejarse hasta 2,797 ua. Su excentricidad es 0,2189 y la inclinación orbital 10,13°. Emplea en completar una órbita alrededor del Sol 1270 días.